# アンブローズ・グリング
アンブローズ・D・グリング（Ambrose D Gring、1849年 - 1934年12月19日）は、アメリカ・ドイツ改革派教会、後に米国聖公会の宣教師になった人物である。
1878年にイェール神学校を卒業して、アメリカ・ドイツ改革派教会の牧師になる。
1879年に来日して築地で伝道を始める。1884年にハイデルベルク信仰問答を初邦訳すうる。元大工町教会(神田教会)を設立する。1885年、ホーイと共に東北伝道を始め、1886年に仙台神学校と宮城女学校を開校する。宮城女学校の校舎の設計も行う。
1887年に帰国すると、アメリカ聖公会に転向する。1889年に中央ペンシルバニア教会の牧会をしながら、1891年に執事、1992年に司祭になり、フォレスト市で牧会をする。
1892年に聖公会宣教師として再来日し、京都で伝道する。テオドシウス・ティング、J・C・アンブラーの伝道を継承して京都三一教会を設立する。1902年からは小浜、舞鶴で伝道をする。1908年に宣教師を引退して帰国する。帰国後はマサチューセッツ州ケンブリッジに住む。